# Neckeropsis exserta
Neckeropsis exserta är en bladmossart som beskrevs av Brotherus 1925. Neckeropsis exserta ingår i släktet Neckeropsis och familjen Neckeraceae. Inga underarter finns listade i Catalogue of Life.